# Sympistis major
Sympistis major là một loài bướm đêm thuộc họ Noctuidae. It is widely distributed ở Thái Bình Dương tây bắc của Bắc Mỹ. Tên cũ là Oncocnemis riparia major, một phụ loài của Oncocnemis riparia, nhưng đã được nâng thành một loài Oncocnemis major vào năm 1999 và chuyển sang chi Sympistis năm 2008.
Sải cánh dài 31–36 mm.
Ấu trùng ăn các loài Penstemon, particularly Penstemon fruticosus.